# Kasabergen
Kasabergen är kullar i Finland. De ligger i Ingå i landskapet Nyland, i den södra delen av landet, 50 km väster om huvudstaden Helsingfors.